# アダム・ミツキェヴィチ大学

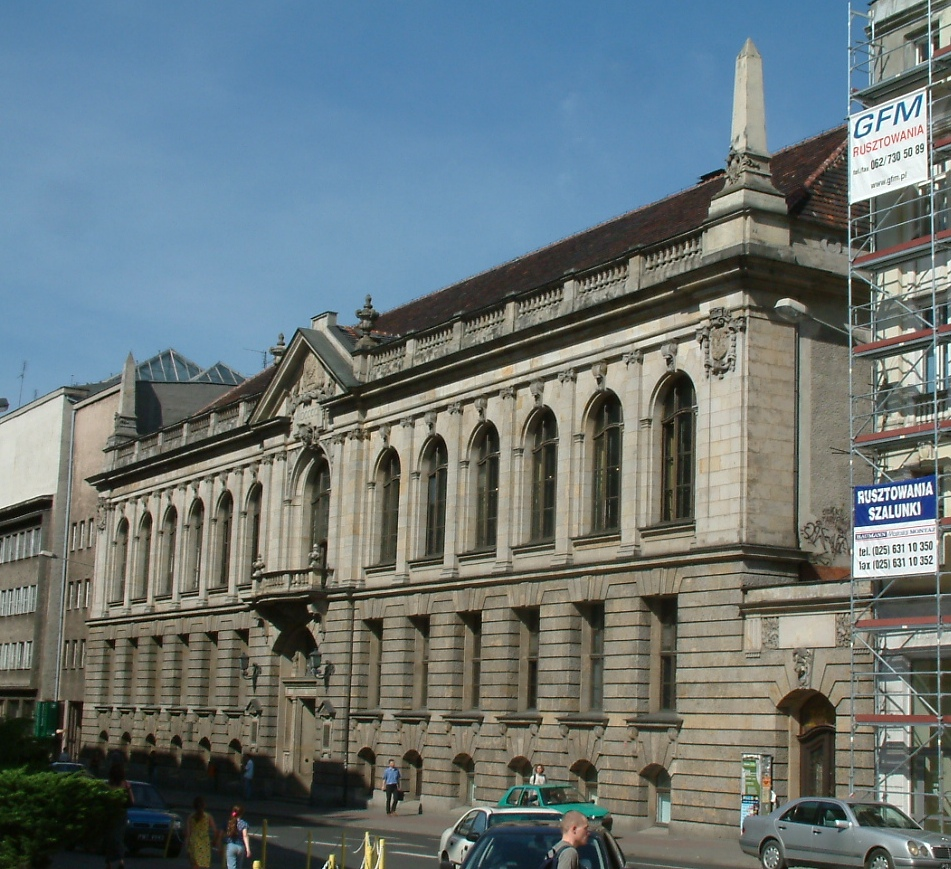
図書館

アダム・ミツキェヴィチ大学（ポーランド語: Uniwersytet im. Adama Mickiewicza、英語: Adam Mickiewicz University）はポーランドのポズナンにある大学である。ポズナン大学とも。1919年に設立された。設立当時はポーランドの最初の王朝ピャスト朝にちなんでピャスト大学という名称であった。1955年からはポーランドの詩人アダム・ミツキェヴィチにちなんで現在の名称になっている。ポズナン医科大学が1950年に独立した。13学部に50,000人の学生が学んでいる。

## 学部
- 生物学部
- 化学部
- 教育学部
- 地理学・地質学部
- 歴史学部
- 法学・政治学部
- 数学・コンピュータサイエンス学部
- 現代語学・文学部
- 物理学部
- ポーランド・古典文献学部
- 社会学部
- 神学部
- 教育学・芸術学部

## 著名な卒業生
- ロマン・ギェルティフ - 政治家
- マリアン・レイェフスキ - 数学者・暗号研究者
- ハインツ・ジールマン - 動物学者・ドキュメンタリー映画製作者

## 周辺
- アダム・ミツキエヴィッチ公園（ポーランド語版）[2]